# 鈴木智美
鈴木 智美（すずき ともみ、1962年2月 - ）は、日本の言語学者。専門は日本語の意味論、日本語教育学。東京外国語大学国際日本学研究院教授。博士（学術）。

## 略歴
福岡県立修猷館高等学校を経て、1984年、慶應義塾大学文学部文学科国文学専攻卒業。
1992年から1993年まで、国際交流基金海外派遣青年日本語教師。
1997年、名古屋大学大学院文学研究科日本言語文化専攻博士課程前期課程修了、2000年、同博士後期課程修了。
東京外国語大学留学生日本語教育センター講師を経て、2005年より同助教授、2013年より教授、2015年より同大学国際日本学研究院教授。

## 研究業績
- 「日本語・日本文化研修留学生プログラム―東京外国語大学におけるプログラムの現状と展望―」東京外国語大学留学生日本語教育センター『留学生日本語教育センター論集』第33号 149～167頁2007年（平成19年）3月
- 『そんなX・・・』文に見られる感情・評価的意味―話者がとらえる事態の価値・意味と非予測性―」日本語文法学会『日本語文法』6巻1号　くろしお出版　88～105頁　2006年(平成18年)3月
- 『日本語表現活用辞典』研究社　姫野昌子（監修・執筆）（全７名共著）（担当項目：動詞「ひ」「ふ」（ふえる、ふかまる、ふかめるを除く）、「ほ」（ほれるを除く）、「ま ～も」　計200語）2004年（平成16年）5月